# Catherine De Sève
Pour les articles homonymes, voir De Sève.
Catherine De Sève est une actrice canadienne née à Montréal. Elle est diplômée de l'École nationale de théâtre du Canada en 2001.
Elle a joué dans Le Sketch Show, à TVA, une série humoristique québécoise. On l'a vue aussi dans le feuilleton télévisé L'Auberge du chien noir, à ICI Radio-Canada Télé, de 2003 à 2017. Elle a joué Sandrine Mouchard dans l'émission Jeunesse L'Appart du 5e, sur Vrak.TV. Elle a participé à la saison 3 de la série The Handmaid's Tale : La Servante écarlate produite par Metro-Goldwyn-Mayer et Hulu.

## Cinéma
- 2003 : Corossol (court métrage) : Amélie
- 2007 : Portes ouvertes (court métrage) de Carlo Ghioni : Céleste
- 2007 : Écoute ! (court métrage) de Blanche Baillargeon : Julie, la fille qui parle
- 2011 : Starbuck de Ken Scott : lectrice de nouvelles
- 2014 : Henri Henri de Martin Talbot : mère d'Henri
- 2014 : Gurov et Anna de Rafaël Ouellet : Claire
- 2015 : Changing Mind : officier de police
- 2019: The Handmaid's Tale : La Servante écarlate : Mme Allston (saison 3, épisode 8)
- 2021 : Ensorcelée par Noël : Sally Wells
- 2023 : French Girl : Simone
- 2024 : 1995 de Ricardo Trogi : Michelle Rossignol

## Théâtre
- 2008 : La Marea
- 2008 : Dangerous Liaisons
- 2009 : Un tramway nommé Désir
- 2011 : …Sous silence
- 2012 : The Leisure Society
- 2012 : Le Noël du Campeur
- 2013 : The Woman Before
- 2017 : De Gélinas à Mouawad en passant par Tremblay[1]

## Récompenses
- 2006 : Montreal comedy award nomination : Best Comedy Show Le Sketch Show
- 2006 : Montreal critics award winner : Best play ‘’Tout comme elle’’
- 2006 : Gemini Awards Academy of Canadian cinema & television in a Comedy program or series : Best Performance by an Actress
- 2013 : nomination aux Gémeaux meilleur rôle de soutien Féminin : Téléroman, pour L'Auberge du chien noir
- 2013 : prix Euphonia, lauréate du Livre sonore adapté pour l'INCA